# Парет-и-Алькасар, Луис
Луис Паре́т-и-Алька́сар (исп. Luis Paret y Alcázar; 11 февраля 1746[…], Мадрид — 14 февраля 1799[…], Мадрид) — испанский художник эпохи рококо.

## Биография
Родился в семье француза каталонского происхождения и испанки. Начальное художественное образование получил у французского ювелира Огюстена Дюфло и монаха Бартоломе де Сан-Антонио, затем четыре года обучался в Королевской академии изящных искусств в Мадриде под руководством Антонио Гонсалеса Веласкеса. В 1760 году выигрывает вторую премию Академии, в 1766 году — первую премию. Кроме этого, брал уроки у французского художника Шарля де ла Траверса, бывшего ученика Франсуа Буше, приехавшего в Испанию в свите французского посла в этой стране, маркиза де Оссун. В 1763—1766 годах художник, заручившись поддержкой инфанта Луиса Антонио де Бурбон (1727—1785), брата короля Испании Карла III, проводит в Риме, где оканчивает своё образование. Возможно, в это время посетил также и Францию. В 1775—1778 годах был в ссылке на Пуэрто-Рико — в связи с участием в любовных интригах своего покровителя, инфанта дона Луиса. Здесь его учеником становится местный художник Хосе Кампече (1751—1809). Вернувшись на родину, так и нек получил разрешение на жительство в столице, и десять лет проводит в Бильбао. Лишь в 1788 году мастер возвращается к королевскому двору.
В 1780 году художник становится членом Королевской академии изящных искусств Сан-Фернандо — после представленной им картины, изображавшей Диогена Лаэртского. Тогда же король назначает его секретарём Комитета по архитектуре.
Находясь в Бильбао, Парет создаёт многочисленные полотна религиозного содержания. Однако кроме этого, он известен прежде всего как хронист придворной жизни Мадрида, оставивший изображения королевских приёмов и торжеств, картины — многие из которых были сделаны по заказу короля. Писал также виды на морские гавани — также по королевскому желанию (1786), натюрморты с цветами, пейзажи, жанровые произведения, картины на мифологическую тематику. Был автором портретов Марии Луизы Пармской, короля Карла IV (в его бытность ещё принцем Астурийским) и др. В последние годы жизни занимался росписями капеллы Сан-Хуан дель Рамо в городе Виане (Наварра), однако жил в бедности.
Луис Парет-и-Алькасар иллюстрировал произведения Мигеля Сервантеса и Франсиско де Кеведы. Он и сам обладал незаурядным литературным талантом.

## Галерея

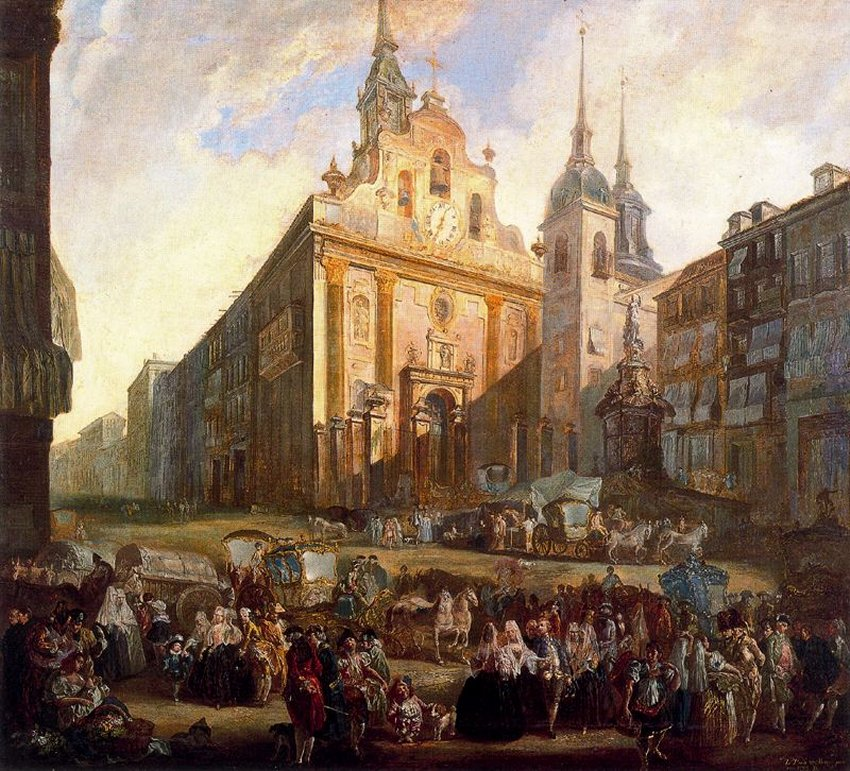
Площадь Пуэрта-дель-Соль в Мадриде, 1773
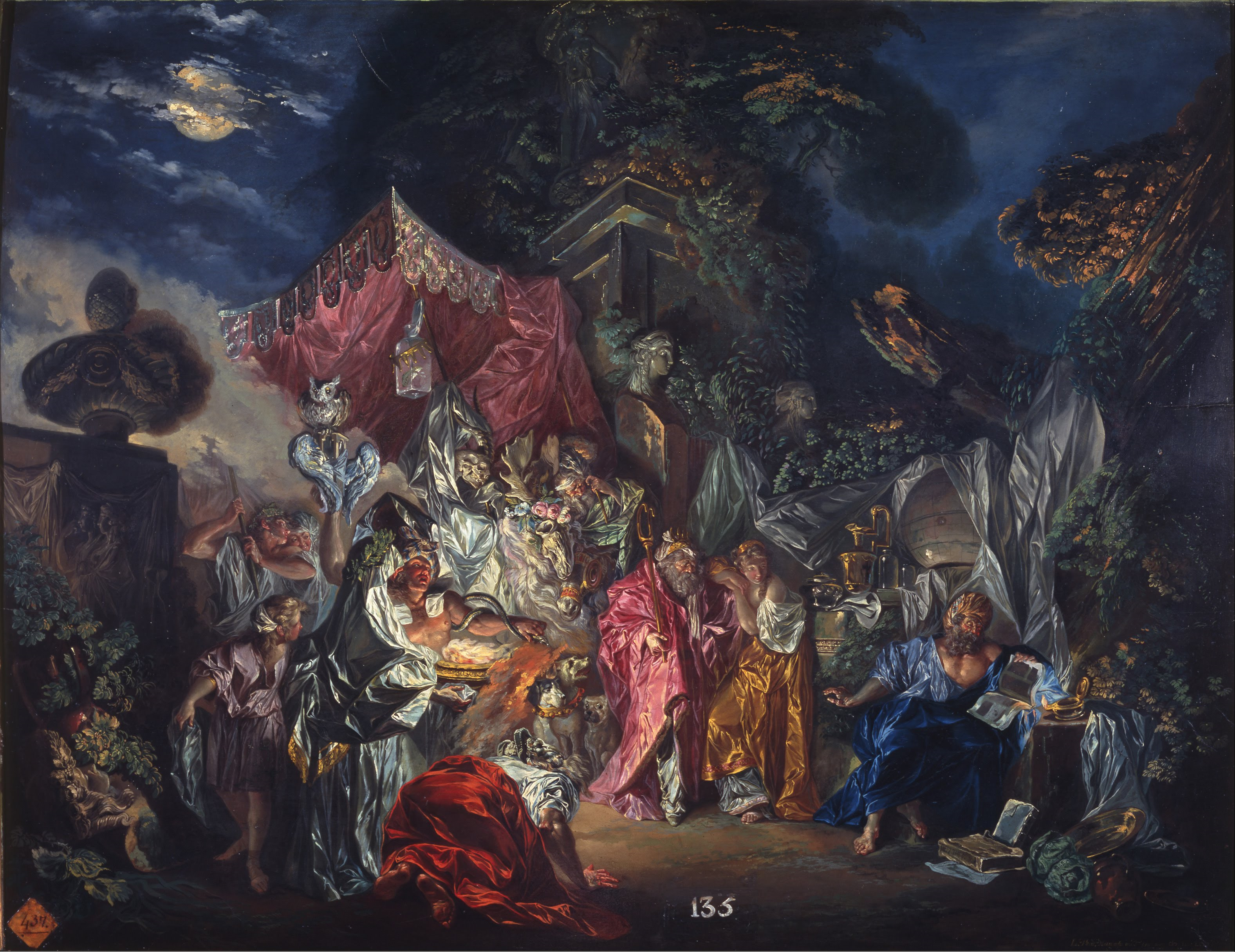
Осмотрительный Диоген, 1780
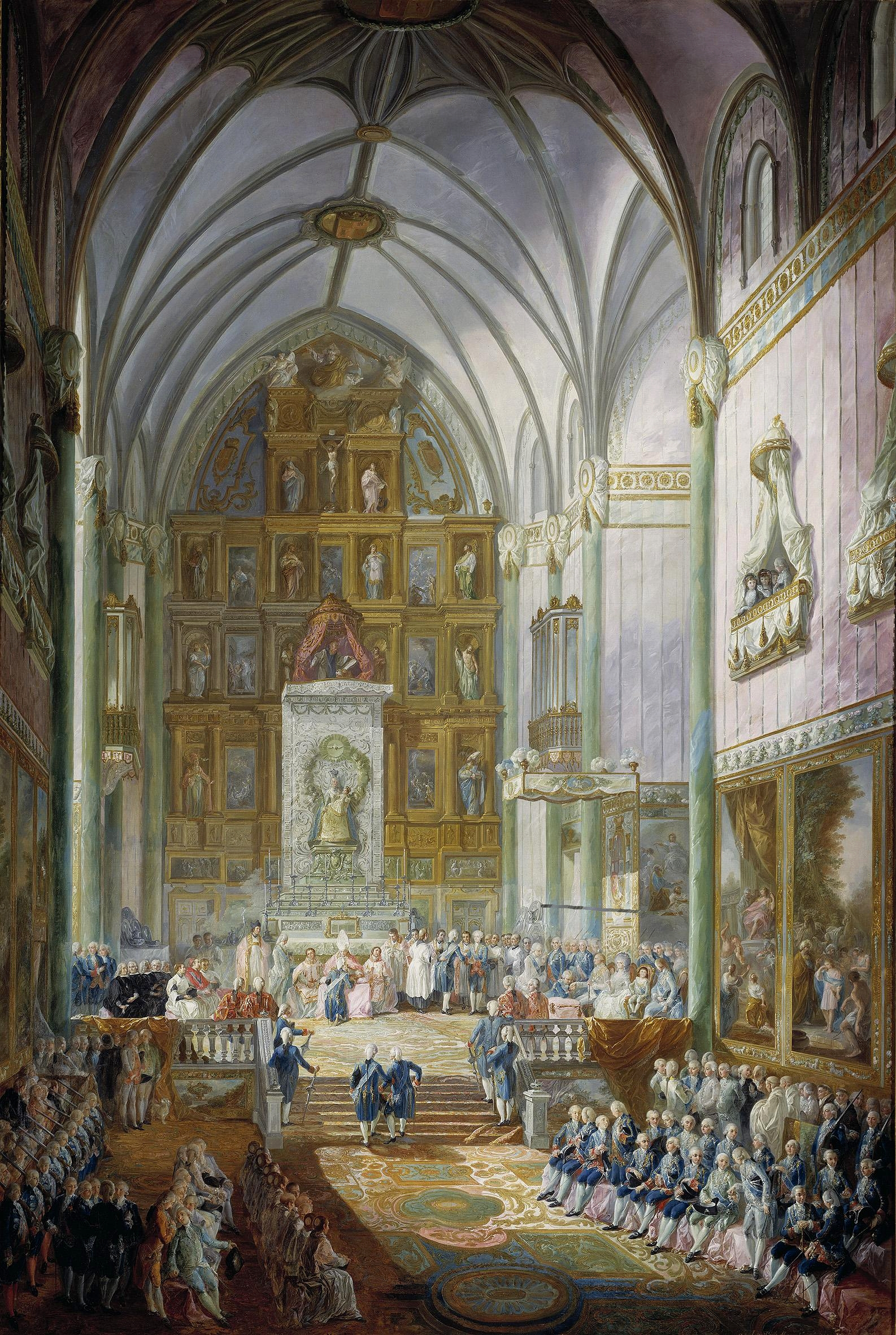
Приведение к присяге Фердинанда VII как герцога Астурийского, 1791, Прадо
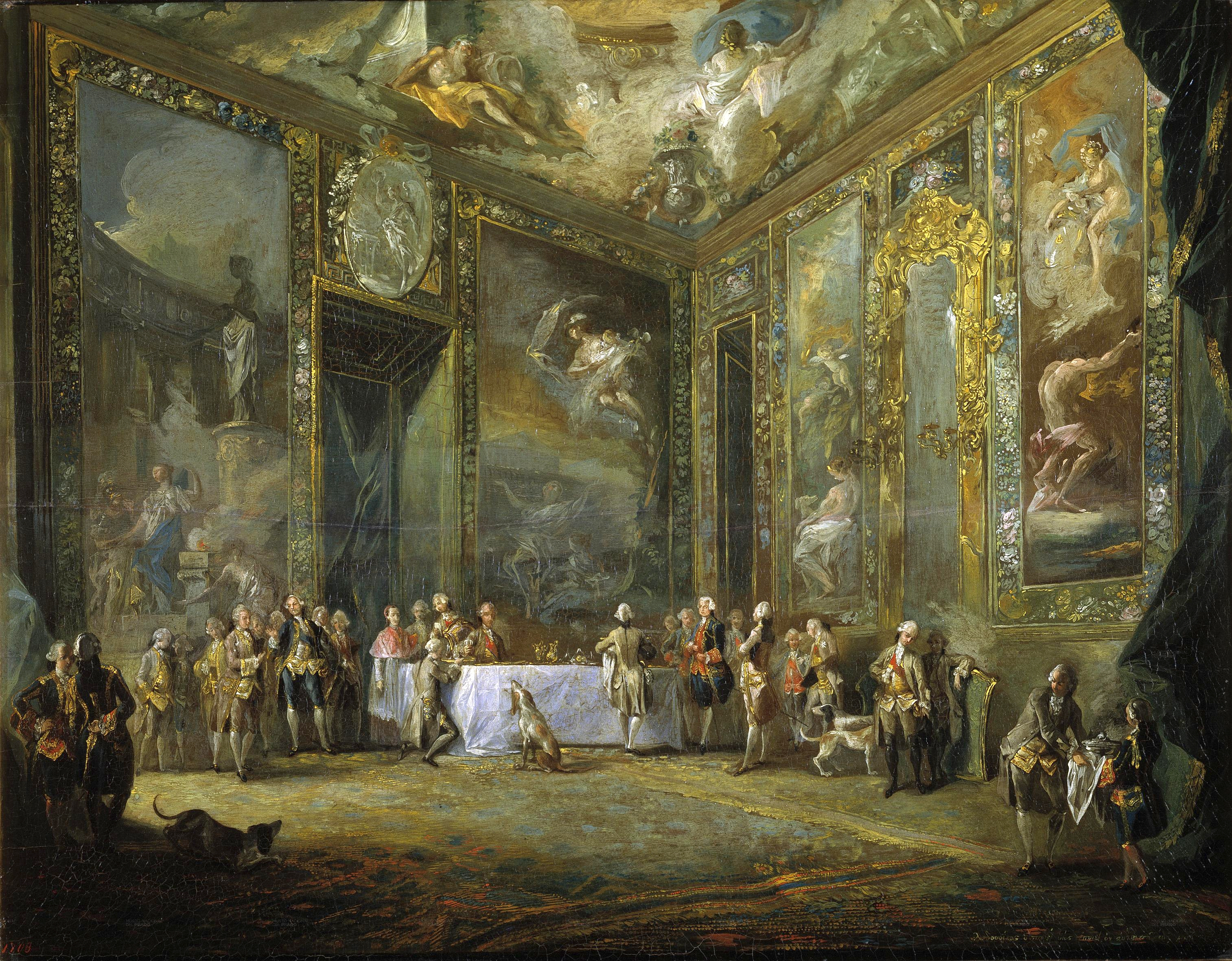
Обед Карла III и Государственного совета, около 1775
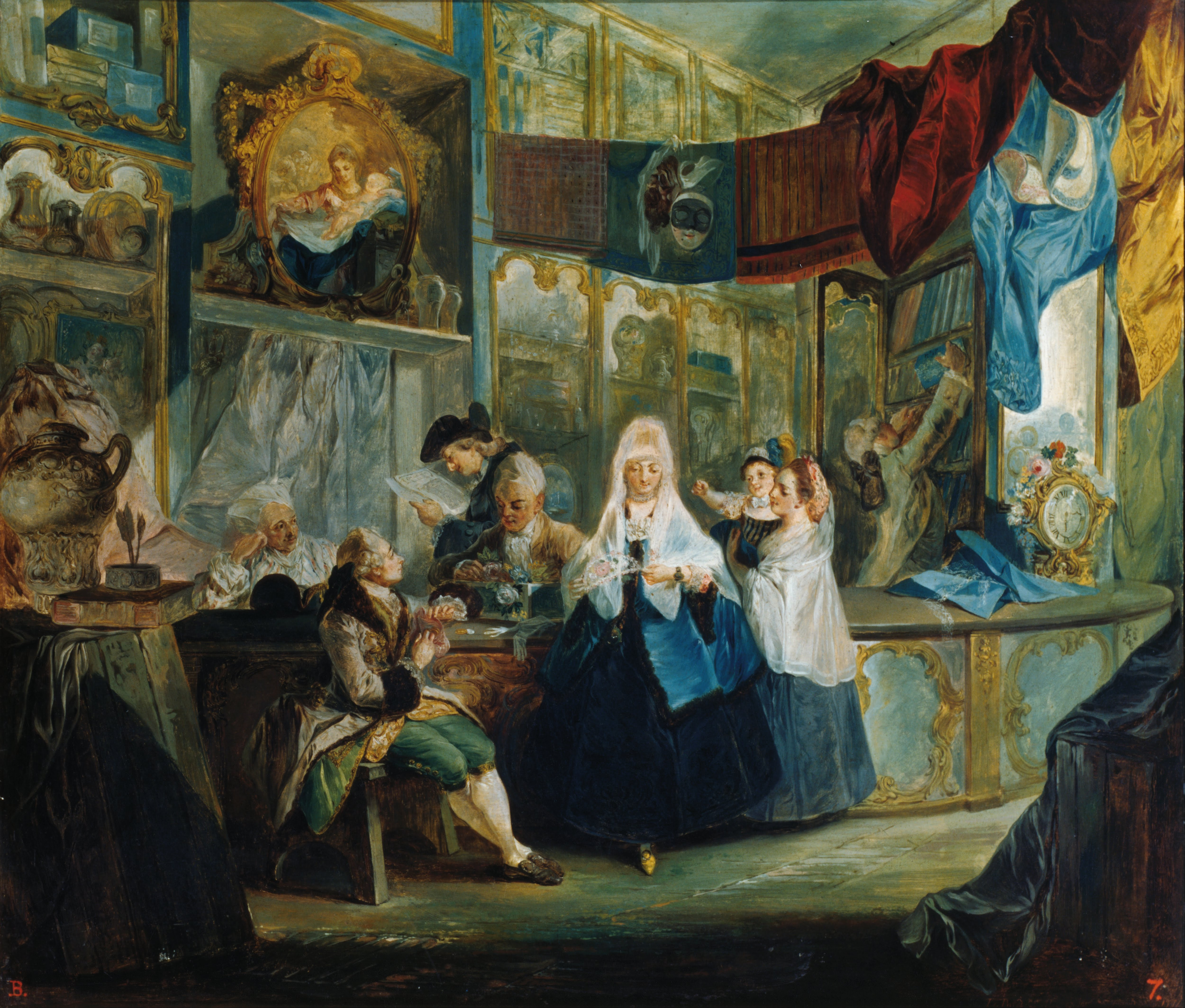
В лавке, 1772
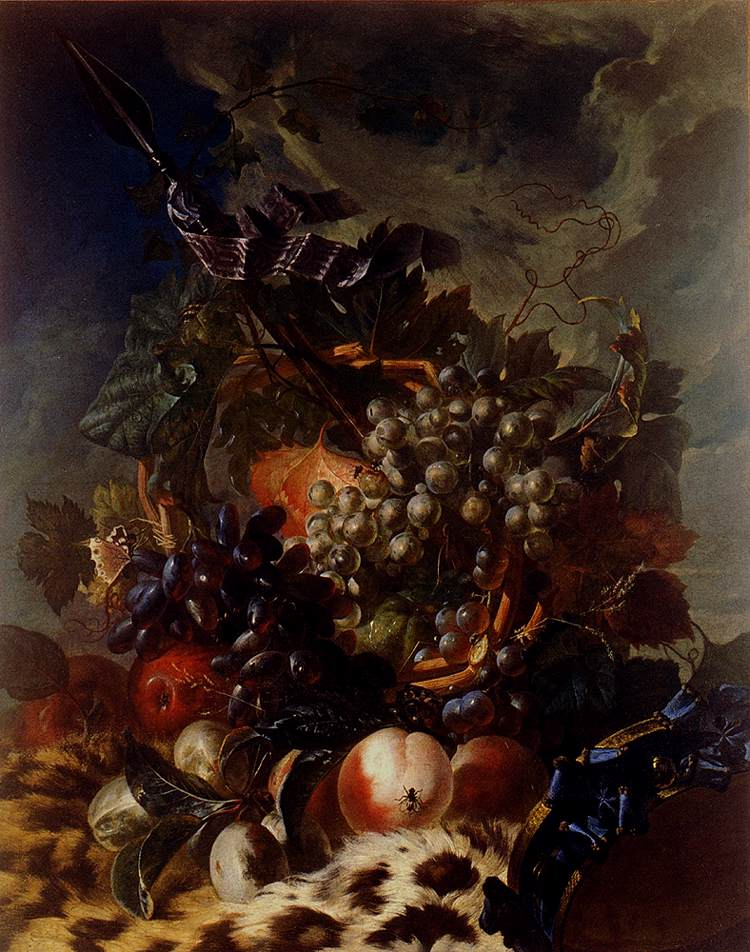
Натюрморт с фруктами